# 松田岩男
松田 岩男（まつだ いわお、1920年1月22日ー1992年2月18日）は、日本の体育心理学者。

## 人物・来歴
島根県浜田市生まれ。1945年東京文理科大学心理学科卒。1947年東京高等師範学校助教授、50年教授、1951年東京教育大学助教授、70年教授、1973年筑波大学教授、1981年上越教育大学副学長。85年退官、名誉教授。中京大学教授となり、88年4月学長に就任。第14ー15期日本学術会議会員。1985年国際スポーツ心理学会功労賞。

## 著書
- 『陸上競技の心理』 (スポーツ新書)ベースボール・マガジン社, 1966
- 『現代スポーツ心理学』 (現代体育・スポーツ科学講座) 日本体育社, 1967
- 『現代保健体育学大系 4 体育心理学』大修館書店, 1979.12

### 共編著
- 『體育の檢査と測定 特にスポ-ツの評價法』今村嘉雄,宇土正彦共著 草美社, 1948
- 『小学校体育科の計画と展開 新学習指導要領による 新学習指導要領の綜合解説』宇土正彦共編. 講談社教育図書出版部, 1959
- 『中学校保健体育科の計画と展開 新学習指導要領による』宇土正彦共編. 講談社教育図書出版部, 1959
- 『幼児の遊びの体育的指導 固定施設による遊び』岡本卓夫共著. 大修館書店, 1961
- 『スポーツテスト』松島茂善,石河利寛共編著. 第一法規出版, 1963
- 『スポーツ科学講座 第9 スポーツマンの体力測定』小野三嗣共著 大修館書店, 1965
- 『幼稚園保育全集 第3 心身を強くする遊び』平井信義,玉越三朗共編 小学館, 1966
- 『スポーツ科学講座 第6  スポーツの心理』清原健司共編 大修館書店, 1966
- 『現代保健体育学大系 第9 序説運動学』岸野雄三,宇土正彦共編 大修館書店, 1968
- 『現代トレーニングの科学』 (保健体育指導選書) 猪飼道夫,金原勇,石河利寛共編著. 大修館書店, 1968
- 『学校体育と現代トレーニング』 (保健体育指導選書) 猪飼道夫, 金原勇,石河利寛共編著. 大修館書店, 1968
- 『種目別現代トレーニング法』 (保健体育指導選書) 猪飼道夫,金原勇,石河利寛共編著. 大修館書店, 1968
- 『現代学校体育大事典』宇土正彦共編 大修館書店, 1973
- 『現代教科教育学大系 8 健康と運動』小倉学,高石昌弘共編 第一法規出版, 1974
- 『運動心理学入門』編. 大修館書院, 1976
- 『現代保健体育学大系 10  体育科教育法』宇土正彦共著 大修館書店, 1978.3
- 『講座現代のスポーツ科学 8  スポーツと競技の心理』藤田厚、長谷川浩一共編著 大修館書店, 1979.1
- 『身体と心の教育 健康を育てる』 (人間の教育を考える) 成田十次郎共編. 講談社, 1981.12
- 『体育実技指導法ハンドブック』宇土正彦共編. 大修館書店, 1981.6
- 『新保育内容講座 第1巻　健康』平井信義共責任編集 光生館, 1982.1
- 『現代の体育理論』宇土正彦共編著. 大修館書店, 1985.4
- 『運動心理学入門 新版』杉原隆共編著. 大修館書店, 1987.3
- 『学校体育用語辞典』宇土正彦共編. 大修館書店, 1988.6
- 『新しい体育授業の展開 新学習指導要領による』杉山重利, 宇土正彦共編 大修館書店, 1990.1

### 翻訳
- ジョン・D.ローサー『コーチの心理学』ベースボール・マガジン社, 1961
- ロバート・N.シンガー『運動学習の心理学』監訳. 大修館書店, 1970
- J.W.ムーア『スポーツコーチの心理学』監訳. 大修館書店, 1973
- トーマス・タッコ,アンバート・トッシー『スポーツサイキング 勝つためのスポーツ心理学』 (講談社スポーツシリーズ) 池田並子共訳. 1978.8
- R.N.シンガー『スポーツトレーニングの心理学』監訳. 大修館書店, 1986.7